# Jean Muller
Jean Marius Muller (* 25. Mai 1925 in Levallois-Perret; † 17. März 2005 in Saint-Cloud) war ein französischer Brückenbauingenieur.

## Leben
Muller studierte an der Ingenieursschule Ecole Centrale des Arts et Manufactures und diplomierte dort 1947. Anschließend wurde er Mitarbeiter der von Eugène Freyssinet, dem Erfinder des Spannbetons, geleiteten S.T.U.P. (Société Technique pour l’Utilisation de la Précontrainte; in etwa: Technische Gesellschaft für die Verwendung von Spannbeton), wo er neue Techniken des Betonbaus und effizientere Wege kennenlernte, Brückenteile miteinander zu verbinden.
1951 ging Muller als Chefingenieur zur Freyssinet Company, der New Yorker Niederlassung der S.T.U.P., wo er wichtige Bauprojekte begleitete, unter anderem den Bau von drei Spannbetonbrücken entlang der Autobahn von La Guaira nach Caracas in Venezuela. Er war am Design der Brücke über den Garrison Dam am Missouri River beteiligt. 1954 trug er zum Bau des Lake Pontchartrain Causeway in Louisiana bei, wo zum ersten Mal die Massenproduktion vorgefertigter Brückenteile und deren Montage in einem sehr großen Brückenprojekt realisiert wurde. In dieser Zeit baute er in der Umgebung von New York die kleine, einfeldrige Shelton Bridge. Aus Transportgründen teilte er deren Betonbalken in drei vorgefertigte Segmente auf, die erstmals im Kontaktverfahren hergestellt und beim Einbau mit Spanngliedern vorgespannt wurden.
1955 kehrte er nach Paris zurück, um für Campenon Bernard zu arbeiten. Dort war er an der Planung und Konstruktion von großen Spannbetonbauten wie Staudämmen, Atomkraftwerken und Druckschalenbehältern von Schiffen beteiligt. 1962 entwarf er die Straßenbrücke Pont de Choisy, die in Choisy-le-Roi bei Paris über die Seine führt. Muller verwendete dort zum ersten Mal Hohlkasten-Fertigteilsegmente, die im Kontaktverfahren hergestellt und im Freivorbau eingebaut wurden, wobei die Segmente nicht mit Mörtel, sondern mit schnell härtendem Epoxidharz verbunden wurden. Dieses Verfahren hatte wirtschaftlich deutliche Vorteile gegenüber konventionellen Fertigungsmethoden.
Mit dem Tragwerksplaner Eugene Figg gründete er 1978 in Tallahassee die Firma Figg and Muller Engineers, um u. a. den Linn-Cove-Viaduct des Blue Ridge Parkway am Grandfather Mountain zu entwerfen und zu bauen. Dort war Muller bis 1987 technischer Direktor. 1987 gründete er seine eigene Firma J. Muller International mit Niederlassungen in den Vereinigten Staaten, Frankreich und Thailand. Im Jahr 2000 zog er sich aus dem Berufsleben zurück.

## Bauprojekte (Auswahl)

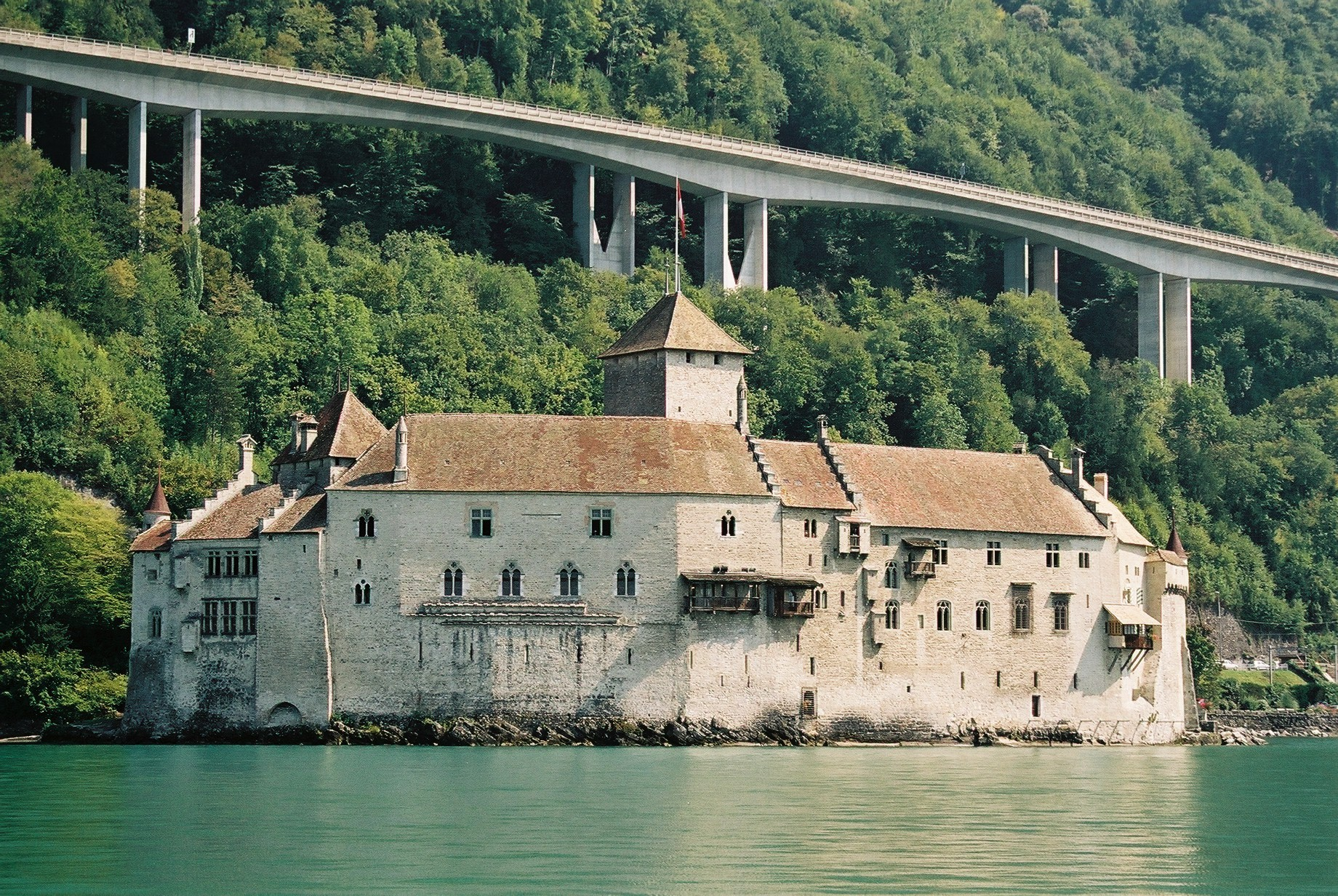
Das Chillon-Viadukt: 1969 von Jean Muller entworfen

Folgende Objekte entwarf Jean Muller bzw. war an ihrem Entwurf beteiligt:
- 1953: Autobahnbrücken Caracas – La Guaira als Mitarbeiter von Eugène Freyssinet
- 1965: Pont de Choisy über die Seine
- 1966: Viaduc d’Oléron zur Île d’Oléron
- 1969: Chillon-Viadukt bei Veytaux am Genfersee
- 1974: Rio-Niterói-Brücke (als technischer Berater)
- 1976: Autobahnbrücke A 86 über die Seine zwischen Gennevilliers und Saint-Denis
- 1977: Brotonne-Brücke
- 1982: Seven Mile Bridge auf den Florida Keys
- 1983: Linn Cove Viaduct am Grandfather Mountain in North Carolina
- 1987: Sunshine Skyway Bridge über die Tampa Bay
- 1991: Isère-Viadukt der A 49
- 1997: Pont Charles-Hochart in Nemours
- 1997: Confederation Bridge zum Prince Edward Island in Kanada
- 2000: Bang Na Expressway in Bangkok
- 2002: Pont du Bras de la Plaine, Réunion

## Preise und Ehrungen (Auswahl)
- 1976: Fritz-Schumacher-Preis[4]
- 1980: Gerrit-Medaille
- 1987: Ehrenmitglied des American Concrete Institute
- 1992: Mitglied der Ehrenlegion
- 1993: Award of Merit in Structural Engineering
- 1994: Engineer of the Year Award, verliehen von der École Centrale Paris
- 1994: John A. Roebling Medal, International Bridge Conference
- 1995: Benjamin Franklin Medal, verliehen vom Franklin Institute[5]
- 1996: Prix Albert Caquot
- 1998: Freyssinet-Medaille
- 1999: Wahl des Magazins Engineering News-Record zu den Top-125-Ingenieuren und -Konstrukteuren[6]